# 12-й армейский корпус (вермахт)
12-й армейский корпус (нем. XII. Armeekorps), сформирован 26 августа 1939 года (штаб корпуса был создан 1 октября 1936 года). 
В июле 1944 года уничтожен в котле восточнее Минска, официально расформирован 20 июля 1944 года.
Вновь создан 28 марта 1945 года, на Западном фронте (в составе 7-й армии).

## Боевой путь корпуса

### Первое формирование
В 1939—1940 дислоцировался на западной границе Германии (на немецкой «линии Зигфрида», перед французской «линией Мажино»). В захвате Франции не участвовал, только в её оккупации, после капитуляции Франции.
8 июня 1941 года на совещании с начальниками штабов 12-го армейского корпуса (Вальденбург), 47-го армейского корпуса (Бамлер) и офицерами службы генштаба отмечалось, что подготовка соединений будет закончена к 22 июня.
С 22 июня 1941 года — участие в германо-советской войне в составе 4-й армии группы армий «Центр». К 7.00 22 июня 1941 года 12-й армейский корпус занял Брест (хотя очаги сопротивления в районе железнодорожного вокзала и облвоенкомата были подавлены значительно позже), одна дивизия корпуса — 45-я пехотная — брала Брестскую крепость. К 28 июня 1941 года штаб 12-го корпуса объединил под своим командованием немецкие войска в районе Зельвы на путях отступления советских войск из Белостокского выступа (31-я и 34-я пехотная дивизии, 29-я мотодивизия и 10-я танковая дивизия), при этом 45-я пехотная дивизия была выведена из подчинения корпуса, оставшись штурмовать Брестскую крепость. По завершении боёв в Белостокском и Минском «котлах» 9 июля 1941 года командир корпуса генерал пехоты В. Шрот был награждён Рыцарским крестом Железного креста. 
В июле-августе 1941 года 12-й корпус действовал на южном фланге группы армий «Центр», сражался в районе Старого и Нового Быхова, затем участвовал в разгроме советских войск в районе Гомеля. С октября 1941 года участвовал в наступлении на Москву. 
30 ноября 1941 года сводный отряд из 240 партизан (в состав которого вошли партизанский отряд Виктора Карасёва, Высокиничский партизанский отряд Д. Каверзнева и группа под командованием капитана Жабо) в районном центре Угодский Завод разгромил штаб 12-го армейского корпуса вермахта, захватив важные документы, в результате чего советскому командованию достались важные документы.

#### Оборонительные бои под Москвой (6 декабря 1941 года — 20 января 1942 года)
В 1942 году — бои в районе Юхнова и Спас-Деменска.
В 1943 году — отступление в Белоруссию. Бои в районах Брянска, Могилёва.
Летом 1944 — оборонительные бои в Белоруссии в ходе советского наступления («Операция Багратион»). В июле 1944 — корпус окружён восточнее Минска и уничтожен.

### Второе формирование
В апреле 1945 года — отступление от Рейна в Тюрингию. Остатки корпуса взяты в американский плен.

## Состав корпуса

### Первое формирование
22 июня 1941 (операция «Барбаросса»):
- 31-я пехотная дивизия
- 34-я пехотная дивизия
- 45-я пехотная дивизия

28 июня 1941 (Белостокско-Минское сражение):
- 31-я пехотная дивизия
- 34-я пехотная дивизия
- 29-я мотодивизия
- 10-я танковая дивизия

10 июля 1941: (Смоленское сражение):
- 31-я пехотная дивизия
- 34-я пехотная дивизия

1 августа 1941 (Наступление на Гомель):
- 31-я пехотная дивизия
- 112-я пехотная дивизия
- 17-я пехотная дивизия

1 октября 1941 (битва за Москву):
- 34-я пехотная дивизия
- 98-я пехотная дивизия

В январе 1942:
- 17-я пехотная дивизия
- 263-я пехотная дивизия

В июле 1943:
- 260-я пехотная дивизия
- 267-я пехотная дивизия
- 268-я пехотная дивизия

В мае 1944:
- 18-я пехотная дивизия
- 260-я пехотная дивизия
- 267-я пехотная дивизия

## Командующие корпусом
- С 26 августа 1939 — генерал пехоты Вальтер Шрот
- С 19 февраля 1942 — генерал пехоты Вальтер Гресснер
- С 18 февраля 1943 — генерал пехоты Курт фон Типпельскирх
- С 4 июня 1944 — генерал-лейтенант Винценц Мюллер

Второе формирование:
- С 28 марта 1945 — генерал пехоты Херберт Остеркамп